# Bob Anderegg
Robert H. "Bob" Anderegg (Monroe, Wisconsin, 24 de agosto de 1937) es un exbaloncestista estadounidense que disputó una temporadas en la NBA y otra más en la ABL. Con 1,90 metros de estatura, jugaba en la posición de base.

## Trayectoria deportiva

### Universidad
Jugó durante tres temporadas en los Spartans de la Universidad Estatal de Míchigan, en las que promedió 14,2 puntos y 6,5 rebotes por partido. En sus dos últimas temporadas fue incluido en el mejor quinteto de la Big Ten Conference.

### Profesional
Fue elegido en la vigésimo segunda posición del Draft de la NBA de 1959 por New York Knicks, donde jugó una temporada como suplente, promediando 4,0 puntos y 2,1 rebotes por partido.
Tras ser despedido por el conjunto neoyorquino, en 1961 ficharía por los Hawaii Chiefs de la ABL, donde jugaría una temporada antes de retirarse definitivamente.

## Estadísticas de su carrera en la NBA

### Temporada regular
| Temporada | Edad | Equipo          | Liga | P  | TIT | MIN  | TC  | TCA | %TC  | 3P | 3PA | %3P | TL  | TLA | %TL  | R.OF. | R.DEF. | REB | ASIS | ROB | TAP | PER | FP  | PTS |
| 1959-60   | 22   | New York Knicks | NBA  | 33 |     | 11.3 | 1.7 | 4.3 | .385 |    |     |     | 0.7 | 1.3 | .548 |       |        | 2.1 | 0.9  |     |     |     | 1.0 | 4.0 |
| Total     |      |                 | NBA  | 33 |     | 11.3 | 1.7 | 4.3 | .385 |    |     |     | 0.7 | 1.3 | .548 |       |        | 2.1 | 0.9  |     |     |     | 1.0 | 4.0 |